# یانگ سونگ هو
یانگ سونگ هو (کره‌ای: 양승호؛ زادهٔ ۱۶ اکتبر ۱۹۸۷) همچنین با نام سونگ‌هو نیز شناخته می‌شود، خواننده، رقصنده، بازیگر اهل کره جنوبی و لیدر گروه پسرانه کره‌ای ام‌بلک است.